# INFINISTORIA
INFINISTORIA（インフィニストリア）は、2009年12月に発売されたソシアル・オーガニックコスメブランド。

## 概要
「永遠の物語」という意味を持つ、世界各地にある音楽にインスパイアされた自然化粧品ブランドで、地域に固有にあり世界に流通する音楽や文化をテーマとしたサブブランド・ラインナップ展開に特徴がある。
また、世界各地の地域における障害者の雇用を創出するチャレンジトレードの推進を標榜し、また売上げの２％を障害者自立支援活動団体セルザチャレンジに寄付していくなど、ソシアルブランドとしての一面も持つ。
輸入販売は株式会社アスプルンド、ブランドプロデューサーは「アグロナチュラ」の立ち上げを行った手島大輔で、ソシアルブランドとしてのコンセプトをより拡大・具体化し、各プロダクトの品質・効果・使用感を最先端のオーガニックボディケアに進化させた新たな位置づけのブランドとしている。各製品はアルガンオイルなど世界のオーガニック美容成分をキー成分として処方するなど、美容効果を追求する最新の処方のものとしている。
世界の音楽をテーマとし、ロックがテーマの「インフィニストリア ワイルドイング」（イタリア製）とオペラがテーマの「インフィニストリア オペラ」（イタリア製）の2つのラインがある。
パッケージは、ワイルドシングは黒いエナメル調のボトルで、豹柄やゴールド・ピンクの縁取りをあしらったラベルに1950年代のヴィンテージタイプのタトゥーをモチーフとしたデザイン、オペラはイタリアワインボトルをイメージしたエレガントな遮光ボトルとクラシックなラベルにオペラをモチーフとした天使のデザインがあしらわれ、今までのオーガニックコスメにない表現となっている。
2009年12月1日に伊勢丹新宿店2階ビューティアポセカリーより販売が開始された。

## 特徴
バイオダイナミック農法のルーツといわれる南チロルの月の満ち欠け・天体のリズムによる農法で栽培されるオーガニックハーブ、テーマの音楽を聴かせて製造しプロダクトにリズムを生む独自のBPM（Beat Per Minutes）製法、音楽と同じようにこころに作用する本物のアロマテラピー用精油のみのアロマ、日本の女性も満足できる使用感・効果をめざした製品開発、各製品ごとの国際的なオーガニック認証取得とオーガニック原料配合％の表示、輸入時に実施する使用禁止成分・キャリーオーバー成分の約80成分検出検査と薬事法の遵守、本格製品でありながら日常使いが出来るリーズナブルな価格の追求、ひとつひとつに社会的使命を持つ製品開発、といった特徴が見られる。